# Vladimirovca, Cahul
Vladimirovca (în trecut Vladimireni) este un sat în cadrul comunei Găvănoasa, raionul Cahul, Republica Moldova.
Structură etnică
     moldoveni (47,66%)
     ucraineni (13,45%)
     ruși (1,17%)
     găgăuzi (33,04%)
     bulgari (3,8%)
     români (0%)
     evrei (0%)
     polonezi (0%)
     țigani (0%)
     alte etnii / nedeclarată (0,88%)
Conform datelor recensământului din 2004, populația localității este de 342 locuitori, dintre care 177 (51,75%) bărbați și 165 (48,25%) femei. Structura etnică a populației în cadrul localității arată astfel:
- moldoveni — 163;
- ucraineni — 46;
- ruși — 4;
- găgăuzi — 113;
- bulgari — 13;
- altele / nedeclarată — 3.